# Suceava (flod)
Suceava (ukrainsk: Сучава Suchava, rumænsk: Suceava, ungarsk: Szucsáva) er en flod beliggende i den nordøstlige del af Rumænien (distriktet Suceava) og det vestlige Ukraine (Tjernivtsi oblast). Den er en højre biflod til floden Siret.  Den løber ud i Siret i byen Liteni, 21 km sydøst for byen Suceava.
Den har sit udspring i Obcina Mestecăniș-bjergene i Bukovina, nær grænsen til Ukraine. Den samlede længde af Suceava fra dens udspring til dens sammenløb med Siret er 173 km. :16 Dens afvandingsområde er 2.625 km2,, hvoraf 2.298 km2 er i Rumænien.

## Byer og landsbyer
Følgende byer og landsbyer ligger langs Suceava-floden, fra kilden til mundingen: Izvoarele Sucevei, Shepit, Seliatyn, Ulma, Brodina, Vicovu de Jos, Bilca, Dornești, Satu Mare, Suceava, Verești .

## Bifloder
Følgende floder er bifloder til Suceava-floden (fra kilden til mundingen):
Fra venstre: Aluniș, Izvor, Cobilioara, Garbanevski, Melesh, Rapochev, Rusca, Ulma, Sadău, Falcău, Caraula, Șicova, Bilca Mare, Petrimiasa, Târnauca, Climăuț, Ruda, Hatnuța, Hatnuța, Pămirța, Poăuța, Poăuț, Pămirăt Plopeni, Salcea.
Fra højre: Pogonișoara, Nisipitu, Brodina, Pârâul Ascuns, Valea Boului, Putna, Vicov, Remezeu, Voitinel, Pozen, Sucevița, Solca, Soloneț, Ilișești, Șcheia, Râul Târguti, Raul Târguti, Udco.